# Sindaci di Latina
Di seguito l'elenco cronologico dei sindaci di Latina e delle altre figure apicali equivalenti che si sono succedute nel corso della storia.

## Regno d'Italia (1932-1946)
| Podestà nominati dal governo (1932-1944)                           | Podestà nominati dal governo (1932-1944)                      | Podestà nominati dal governo (1932-1944) | Podestà nominati dal governo (1932-1944) | Podestà nominati dal governo (1932-1944) | Podestà nominati dal governo (1932-1944) |
| Nominativo                                                         | Nominativo                                                    | Partito                                  | Partito                                  | Mandato                                  | Mandato                                  |
| Nominativo                                                         | Nominativo                                                    | Partito                                  | Partito                                  | Inizio                                   | Fine                                     |
| ------------------------------------------------------------------ | ------------------------------------------------------------- | ---------------------------------------- | ---------------------------------------- | ---------------------------------------- | ---------------------------------------- |
|                                                                    | Valentino Orsolini Cencelli                                   |                                          | Partito Nazionale Fascista               | 1932                                     | 1933                                     |
|                                                                    | Aurelio Leone (Commissario prefettizio)                       | –                                        | –                                        | 1933                                     | 1933                                     |
|                                                                    | Aurelio Leone                                                 |                                          | Partito Nazionale Fascista               | 1933                                     | 1935                                     |
|                                                                    | Enrico Trinchieri (Commissario prefettizio)                   | –                                        | –                                        | 1935                                     | 1935                                     |
|                                                                    | Guido Palmardita (Commissario prefettizio)                    | –                                        | –                                        | 1935                                     | 1936                                     |
|                                                                    | Enrico Pasqualucci                                            |                                          | Partito Nazionale Fascista               | 1936                                     | 1938                                     |
|                                                                    | Cesario Quintino (Commissario prefettizio)                    | –                                        | –                                        | 1938                                     | 1939                                     |
|                                                                    | Alfredo Scalfati                                              |                                          | Partito Nazionale Fascista               | 1939                                     | 1943                                     |
|                                                                    | Antonino Pio Pelosi (Commissario prefettizio)                 | –                                        | –                                        | 1943                                     | 1944                                     |
|                                                                    | Augusto Buglione di Monale e Bastia (Commissario prefettizio) | –                                        | –                                        | 1944                                     | 1944                                     |
| Sindaci nominati dal Comitato di Liberazione Nazionale (1944-1946) |                                                               |                                          |                                          |                                          |                                          |
| Nominativo                                                         | Nominativo                                                    | Partito                                  | Partito                                  | Mandato                                  | Mandato                                  |
| Nominativo                                                         | Nominativo                                                    | Partito                                  | Partito                                  | Inizio                                   | Fine                                     |
|                                                                    | Cornelio Rosati                                               |                                          | Partito d'Azione                         | 1944                                     | 1944                                     |
|                                                                    | Giovanni Adriano (Commissario prefettizio)                    | –                                        | –                                        | 1944                                     | 1945                                     |
|                                                                    | Augusto Lavoriero (Commissario prefettizio)                   | –                                        | –                                        | 1945                                     | 1946                                     |
|                                                                    | Fernando Bassoli (Commissario prefettizio)                    | –                                        | –                                        | 1946                                     | 1946                                     |

## Repubblica Italiana (dal 1946)
| Sindaci eletti dal Consiglio comunale (1946-1993)    | Sindaci eletti dal Consiglio comunale (1946-1993) | Sindaci eletti dal Consiglio comunale (1946-1993) | Sindaci eletti dal Consiglio comunale (1946-1993) | Sindaci eletti dal Consiglio comunale (1946-1993) | Sindaci eletti dal Consiglio comunale (1946-1993) | Sindaci eletti dal Consiglio comunale (1946-1993) | Sindaci eletti dal Consiglio comunale (1946-1993) | Sindaci eletti dal Consiglio comunale (1946-1993) |
| Nominativo                                           | Nominativo                                        | Partito                                           | Partito                                           | Partito                                           | Partito                                           | Mandato                                           | Mandato                                           | Elezione                                          |
| Nominativo                                           | Nominativo                                        | Partito                                           | Partito                                           | Partito                                           | Partito                                           | Inizio                                            | Fine                                              | Elezione                                          |
| ---------------------------------------------------- | ------------------------------------------------- | ------------------------------------------------- | ------------------------------------------------- | ------------------------------------------------- | ------------------------------------------------- | ------------------------------------------------- | ------------------------------------------------- | ------------------------------------------------- |
|                                                      | Fernando Bassoli                                  |                                                   | Partito Repubblicano Italiano                     | Partito Repubblicano Italiano                     | Partito Repubblicano Italiano                     | 1946                                              | 1951                                              | Elezione 1946                                     |
|                                                      | Vittorio Cervone                                  |                                                   | Democrazia Cristiana                              | Democrazia Cristiana                              | Democrazia Cristiana                              | 1951                                              | 1953                                              | Elezione 1951                                     |
|                                                      | Igino Salvezza                                    |                                                   | Democrazia Cristiana                              | Democrazia Cristiana                              | Democrazia Cristiana                              | 1953                                              | 1956                                              | Elezione 1951                                     |
| 1956                                                 | Igino Salvezza                                    | 1960                                              | Democrazia Cristiana                              | Democrazia Cristiana                              | Democrazia Cristiana                              | Elezione 1956                                     |                                                   |                                                   |
| 1960                                                 | Igino Salvezza                                    | 1962                                              | Democrazia Cristiana                              | Democrazia Cristiana                              | Democrazia Cristiana                              | Elezione 1960                                     |                                                   |                                                   |
|                                                      | Angelo Onorati                                    |                                                   | Democrazia Cristiana                              | Democrazia Cristiana                              | Democrazia Cristiana                              | Elezione 1960                                     | 1962                                              | 1964                                              |
|                                                      | Carlo De Nardo (Commissario prefettizio)          | –                                                 | –                                                 | –                                                 | –                                                 | 1964                                              | 1964                                              | –                                                 |
|                                                      | Guido Bernardi                                    |                                                   | Democrazia Cristiana                              | Democrazia Cristiana                              | Democrazia Cristiana                              | 1964                                              | 1967                                              | Elezione 1964                                     |
|                                                      | Vincenzo Tasciotti                                |                                                   | Democrazia Cristiana                              | Democrazia Cristiana                              | Democrazia Cristiana                              | 1967                                              | 1970                                              | Elezione 1964                                     |
| 1970                                                 | Vincenzo Tasciotti                                | 1972                                              | Democrazia Cristiana                              | Democrazia Cristiana                              | Democrazia Cristiana                              | Elezione 1970                                     |                                                   |                                                   |
|                                                      | Antonio Corona                                    |                                                   | Democrazia Cristiana                              | Democrazia Cristiana                              | Democrazia Cristiana                              | Elezione 1970                                     | 1972                                              | 1975                                              |
| 1975                                                 | Antonio Corona                                    | 1980                                              | Democrazia Cristiana                              | Democrazia Cristiana                              | Democrazia Cristiana                              | Elezione 1975                                     |                                                   |                                                   |
|                                                      | Delio Redi                                        |                                                   | Democrazia Cristiana                              | Democrazia Cristiana                              | Democrazia Cristiana                              | 1980                                              | 1983                                              | Elezione 1980                                     |
|                                                      | Antonio Corona                                    |                                                   | Democrazia Cristiana                              | Democrazia Cristiana                              | Democrazia Cristiana                              | 1983                                              | 1985                                              | Elezione 1980                                     |
|                                                      | Delio Redi                                        |                                                   | Democrazia Cristiana                              | Democrazia Cristiana                              | Democrazia Cristiana                              | 12 maggio 1985                                    | 1990                                              | Elezione 1985                                     |
| 1990                                                 | Delio Redi                                        | 11 gennaio 1992                                   | Democrazia Cristiana                              | Democrazia Cristiana                              | Democrazia Cristiana                              | Elezione 1990                                     |                                                   |                                                   |
|                                                      | Mario Romagnoli                                   |                                                   | Democrazia Cristiana                              | Democrazia Cristiana                              | Democrazia Cristiana                              | Elezione 1990                                     | 11 gennaio 1992                                   | 12 maggio 1993                                    |
|                                                      | Maurizio Mansutti                                 |                                                   | Democrazia Cristiana                              | Democrazia Cristiana                              | Democrazia Cristiana                              | Elezione 1990                                     | 12 maggio 1993                                    | 17 agosto 1993                                    |
|                                                      | Luigi De Luca (Commissario prefettizio)           | –                                                 | –                                                 | –                                                 | –                                                 | 17 agosto 1993                                    | 6 dicembre 1993                                   | –                                                 |
| Sindaci eletti direttamente dai cittadini (dal 1993) |                                                   |                                                   |                                                   |                                                   |                                                   |                                                   |                                                   |                                                   |
| Nominativo                                           | Nominativo                                        | Partito                                           | Partito                                           | Coalizione                                        | Coalizione                                        | Mandato                                           | Mandato                                           | Elezione                                          |
| Nominativo                                           | Nominativo                                        | Partito                                           | Partito                                           | Coalizione                                        | Coalizione                                        | Inizio                                            | Fine                                              | Elezione                                          |
|                                                      | Ajmone Finestra                                   |                                                   | Movimento Sociale Italiano - Destra Nazionale     |                                                   | MSI-DN-L. civiche                                 | 6 dicembre 1993                                   | 17 novembre 1997                                  | Elezione 1993                                     |
|                                                      | Ajmone Finestra                                   | Indipendente                                      |                                                   | FI-AN-CCD-CDU                                     | 17 novembre 1997                                  | 29 maggio 2002                                    | Elezione 1997                                     |                                                   |
|                                                      | Vincenzo Zaccheo                                  |                                                   | Alleanza Nazionale                                |                                                   | FI-AN-CCD-CDU                                     | 29 maggio 2002                                    | 10 giugno 2007                                    | Elezione 2002                                     |
|                                                      | Vincenzo Zaccheo                                  | FI-AN-UdC                                         | Alleanza Nazionale                                | 10 giugno 2007                                    | 15 aprile 2010                                    | Elezione 2007                                     |                                                   |                                                   |
|                                                      | Guido Nardone (Commissario prefettizio)           | –                                                 | –                                                 | –                                                 | –                                                 | 15 aprile 2010                                    | 20 maggio 2011                                    | –                                                 |
|                                                      | Giovanni Di Giorgi                                |                                                   | Il Popolo della Libertà                           |                                                   | PdL-UdC                                           | 20 maggio 2011                                    | 11 giugno 2015                                    | Elezione 2011                                     |
|                                                      | Giovanni Di Giorgi                                | Fratelli d'Italia                                 | FI-FdI-UdC                                        |                                                   |                                                   | 20 maggio 2011                                    | 11 giugno 2015                                    | Elezione 2011                                     |
|                                                      | Giacomo Barbato (Commissario prefettizio)         | –                                                 | –                                                 | –                                                 | –                                                 | 11 giugno 2015                                    | 20 giugno 2016                                    | –                                                 |
|                                                      | Damiano Coletta                                   |                                                   | Indipendente                                      |                                                   | L. civiche                                        | 20 giugno 2016                                    | 19 ottobre 2021                                   | Elezione 2016                                     |
|                                                      | Damiano Coletta                                   | Italia in Comune                                  |                                                   | LBC-PD-M5S-L. civiche                             | 19 ottobre 2021                                   | 11 luglio 2022                                    | Elezione 2021                                     |                                                   |
|                                                      | Carmine Valente (Commissario prefettizio)         | –                                                 | –                                                 | –                                                 | –                                                 | 11 luglio 2022                                    | 8 settembre 2022                                  | –                                                 |
|                                                      | Damiano Coletta                                   |                                                   | Italia in Comune                                  |                                                   | LBC-PD-M5S-L. civiche                             | 8 settembre 2022                                  | 29 settembre 2022                                 | Elezione 2021                                     |
|                                                      | Carmine Valente (Commissario straordinario)       | –                                                 | –                                                 | –                                                 | –                                                 | 29 settembre 2022                                 | 17 maggio 2023                                    | –                                                 |
|                                                      | Matilde Celentano                                 |                                                   | Fratelli d'Italia                                 |                                                   | FdI-FI-LSP-UdC-DC-L. civiche                      | 17 maggio 2023                                    | in carica                                         | Elezione 2023                                     |